# سر آسياب يوسفي (سر أسياب يوسفي)
سر آسیاب یوسفي (بالفارسية: سرآسیاب یوسفی) هي قرية تقع في إيران في قسم سر أسياب يوسفي الريفي. يقدر عدد سكانها بـ 1,015 نسمة .